# Domowe piekło
Domowe piekło (ang. 100 Feet) – amerykański horror z 2008 roku w reżyserii Erica Reda.

## Obsada
- Famke Janssen – Marnie Watson
- Bobby Cannavale – Shanks
- Ed Westwick – Joey
- Michael Paré – Mike Watson
- Patricia Charbonneau – Frances
- Kevin Geer – Father Pritchet
- John Fallon – Jimmy

## Zdjęcia
Zdjęcia realizowane były na terenie Stanów Zjednoczonych (Nowy Jork) i na Węgrzech (Budapeszt).